# Õ

## Uso da letra Õ no português
Em português, a letra Õ/õ representa uma vogal nasal, normalmente transcrita no AFI [õ]. Existe, entre outras línguas, no Estónio, Vietnamita e na Língua tupi. 
Em português existem cinco vogais nasais:
- [ɐ̃] (ã, an, am)
- [ẽ] (en, em)
- [ĩ] (in, im)
- [õ] (õ, on, om)
- [ũ] (un, um)

E existem cinco ditongos nasais:
- [ɐ̃ĩ̯] (ãe)
- [ɐ̃ũ̯] (ão, -am)
- [ẽĩ̯] (-em, -en-)
- [õĩ̯] (õe)
- [ũĩ̯] (uim)

Esta letra está também presente na ortografia do estónio e do vietnamita.

## Uso da letra Õ no estónio
No estónio, Õ é a 27.ª letra do alfabeto estónio (entre W e Ä), representa o som de uma vogal média superior [ɤ]. A vogal inicialmente era grafada com Ö, mas no século XIX, Otto Wilhelm Masing adoptou a letra Õ, acabando com a confusão entre diversos homógrafos e mostrando claramente como pronunciar a palavra.

### Curiosidade
Na escrita informal, por exemplo, no correio eletrónico, mensagens instantâneas e ao usar teclados estrangeiros, onde a letra Õ não exista, os estónios usam o número 6 como aproximação dessa mesma letra.

## Problemas na Codificação de Caracteres
Devido à confusão da Codificação de caracteres, as letras podem ser vistas em muitas páginas Web  húngaras incorrectamente codificados, representando Ő/ő (letra O com acento agudo dobrado{˝}). Isto pode acontecer devido às ditas letras que compartilham de um ponto de código da letra no ISO 8859-1 e 8859-2, o mesmo ocorre nos Windows-1252 e Windows-1250, e em jogos. O problema deve-se ao designer do Web site que se esquece de ajustar o código de ponto correcto à página. Õ e õ não fazem parte do alfabeto húngaro.